# Androsace eritrichioides
Androsace eritrichioides là một loài thực vật có hoa trong họ Anh thảo. Loài này được Gand. mô tả khoa học đầu tiên năm 1899.